# Dysphania subalbata
Dysphania subalbata là một loài bướm đêm trong họ Geometridae.